# Peso
Peso ($ - spanska vikt) är från början namnet på en gammal spansk valuta.
Peso har använts som valuta i en rad länder med spansk anknytning.

## Aktuella valutor
Idag används Peso som valuta i följande länder:
| Område                  | Valuta           | ISO 4217 kod | Valutatecken | Införd | Föregående valuta                                |
| ----------------------- | ---------------- | ------------ | ------------ | ------ | ------------------------------------------------ |
| Argentina               | Argentinsk peso  | ARS          | Arg$         | 1992   | Argentinsk austral                               |
| Chile                   | Chilensk peso    | CLP          | Chil$        | 1975   | Escudo                                           |
| Colombia                | Colombiansk peso | COP          | Col$         | 1837   |                                                  |
| Dominikanska republiken | Dominikansk peso | DOP          | RD$          | 1937   | Amerikansk dollar                                |
| Filippinerna            | Filippinsk peso  | PHP          | Php          | 1854   | Mexikansk peso och andra lokala valutor          |
| Kuba                    | Kubansk peso     | CUP          | Cub$         | 1857   |                                                  |
| Mexiko                  | Mexikansk peso   | MXN          | Mex$         | 1993   | andra tidigare varianter av den mexikanska peson |
| Uruguay                 | Uruguayansk peso | UYU          | $U           | 1993   | Nuevo Peso                                       |